# التعليم في المنزل

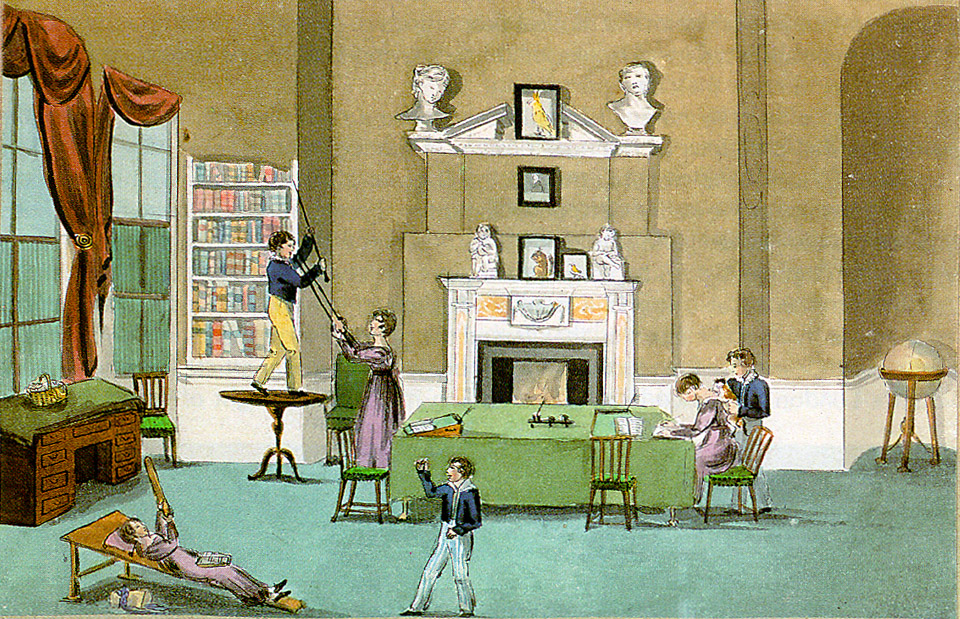

التعليم في المنزل هو شكل من أشكال التعليم التي تحدث في المنزل. والتعليم هو تلقي الإرشادات أو التعليمات من خلال معلم. وغالبًا ما يرتبط التعليم بموضوع أكاديمي أو بالتجهيز للخضوع لاختبار. ويتعارض ذلك مع مراكز التعليم أو التعليم الذي يتم توفيره من خلال برامج ما بعد المدرسة. وغالبًا ما تشتمل الخدمة على توفير العناية للطالب حيث يركز المعلم عليه بمفرده، وإذا لم يكن الأمر كذلك، يطلق على هذا النوع من التعليم اسم التعليم في مجموعات صغيرة، حيث يتجمع المعلم ومجموعة من الطلاب في أحد المنازل من أجل تلقي التعليم، ويمكن أن يكون أيضًا بمساعدة والديه ويتبع نفس منهج المدارس.

## الفوائد
في التعليم في المنزل، تقوم شركات الخدمات بإرسال معلم مؤهل إلى العميل مباشرة بدون أن يضطر العميل إلى الخروج من منزله أو الذهاب إلى أي مكان. ويحصل الأطفال على برنامج فردي. وهذا النوع من التعليم ليس نوعًا محددًا يحصل عليه كل الأطفال في هذه المرحلة العمرية، ولكنه مصمم للتواؤم مع الاحتياجات الفردية للطفل. يمكن أن يتعامل المعلم مع أي احتياجات خاصة، كما يمكنه العمل ليضمن أن يحصل التلميذ على المساعدة التي يحتاج إليها في تلك المجالات التي تحتاج إلى أكبر قدر ممكن من الاهتمام. وبسبب أحجام الفصول، يمكن أن يكتم الطفل شكوكه داخله لتجنب أي حرج أمام زملائه في الفصل. وبالتالي، يمكن أن يكون التلميذ أكثر انفتاحًا مع معلمه في المنزل بشكل أكثر من مدرسه في المدرسة.

## النقد
من خلال التنوع الشديد في شركات توفير التعليم، يجب أن يتوخى العميل المحتمل الحذر عند اختيار واحدة من تلك الشركات. فبعض الشركات تستخدم معلمين أقل من المستوى المطلوب ولا تهتم بإنجاز الطلاب بالشكل الكافي. ومن بين الطرق التي يمكن أن نضمن من خلالها أن يحصل الطالب على التدريب الصحيح أن يتعلم الطالب على يد المحترفين أو على يد الطلاب الذين أتموا المادة بشكل تام والذين يدركون ما يفعلون.

## عدم إهمال أي طفل
في الولايات المتحدة، يمكن أن يستفيد أولياء الأمور من قانون عدم إهمال أي طفل للحصول على إمكانية التعليم المجاني في المنزل لأطفالهم. ويجب أن تكون الشركة مسجلة كموفر خدمات تعليمية تكميلية (SES). ويجب أن يفي الطفل بالمؤهلات التي تضعها الولاية التي غالبًا ما تشتمل على الالتحاق بمدرسة تعمل في مجال «عدم إهمال أي طفل» ولكنها تعرضت للفشل وأن يحقق الطالب درجات ضعيفة. وعندما يكون الطفل مؤهلاً للاشتراك في هذا البرنامج، تدفع الحكومة الأمريكية مقابل التعليم في المنزل.

## وصلات خارجية
- National Tutoring Association A U.S. professional trade association dedicated exclusively to tutoring.